# Partit Comunista Obrer d'Alemanya
El Partit Comunista Obrer d'Alemanya (en alemany: Kommunistischen Arbeiter-Partei Deutschlands, KAPD) va ser un partit Comunista alemany escindit del Partit Comunista d'Alemanya (KPD) en l'època de la República de Weimar.
El KAPD va ser fundat el 3 d'abril de 1920 durant el Congrés de l'Oposició d'Esquerra, després d'aprovar el Congrés de Heidelberg del KPD, celebrat entre el 20 i el 23 d'octubre de 1919, la línia centrista de Paul Levi, encara que també van influir altres fets com l'acord del 24 de març de 1920, per al desarmament de l'Exèrcit Roig del Ruhr. Prop de 80.000 membres van estar representats en aquell congrés. Els més importants centres del KAPD van ser Berlín, Hamburg, Bremen, i l'est de Saxònia, on una part important de les estructures del KPD van seguir al nou partit.
El propòsit principal del KAPD era la immediata abolició del sistema parlamentari i l'establiment de la Dictadura del Proletariat, però rebutjant el model soviètic considerat com una "Dictadura del Partit". També rebutjaven el model d'organització leninista del partit conegut com a centralisme democràtic, així com la participació en les eleccions i el treball en els sindicats reformistes.
Seguint el model del KAPD, Anton Pannekoek i Hermann Gorter fundarien, en aquesta mateixa època, el Partit Comunista Obrer d'Holanda, que mai va arribar la rellevància que va tenir aquest. L'agost de 1920, va tenir lloc l'expulsió del sector nacional-bolxevic, liderat per Heinrich Laufenberg i Fritz Wolffheim, que estava basat a Hamburg. L'octubre del mateix any en va ser expulsat Otto Rühle, membre fundador del partit.
Fins a 1921, el KAPD era "membre simpatitzant" de la Internacional Comunista. En aquest any va organitzar juntament amb el KPD la fracassada acció de març. A la fi de 1921 una part del KAPD i de la Unió General dels Treballadors d'Alemanya se separaria per a crear una organització unificada, la Unió General dels Treballadors-Organització Unitària, que fos alhora sindical i política. Després d'aquest any, el KAPD es va quedar amb uns 43.000 membres. El 1922 es va produir una nova divisió entre la Facció de Berlín i la Facció d'Essen. La Facció d'Essen fundaria poc més tard la Internacional Comunista Obrera, juntament amb el Partit Comunista Obrer d'Holanda de Hermann Gorter, el Partit Comunista Obrer del Regne Unit de Sylvia Pankhurst i altres grups menors. Desapareixeria poc després sense tenir cap rellevància.
Entre 1926 i 1927, es va arribar a una breu unió entre la „Facció de Berlín“ i el sector esquerrà d'Ernst Schwarz, que acabava de ser expulsat del KPD. Separant-se poc després en no renunciar Schwarz al seu mandat electoral, els seus seguidors es van agrupar en la publicació Vulkan. Alguns grups de la resistència contra el nacionalsocialisme, seguien la tradició del KAPD, com per exemple els Roten Kämpfer (lluitadors roigs) o la Kommunistische Räte-Union (Unió dels Consells Comunistes) de la zona de Braunschweig, altres grups de resistents del KAPD es van aplegar a la zona del Ruhr, a Königsberg i a Klaipėda. L'òrgan d'expressió del KAPD era el periòdic: Kommunistische Arbeiter-Zeitung.

## Militants destacats del KAPD
- Paul Mattick
- Bernard Reichenbach
- Otto Rühle
- Karl Schröder (Facció d'Essen)
- Arthur Goldstein